# Lloret de Mar

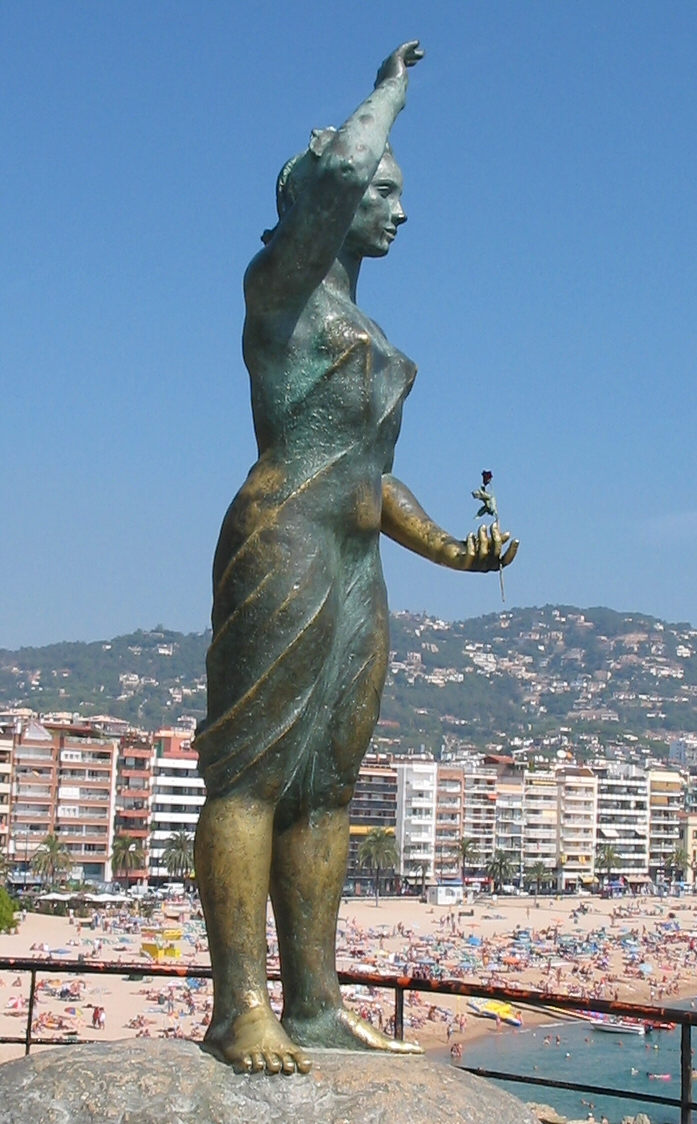
Het beeld Dona Marinera beeldt een vissersvrouw uit als herinnering aan de visserij. Gemaakt in 1966 door Ernest Maragall

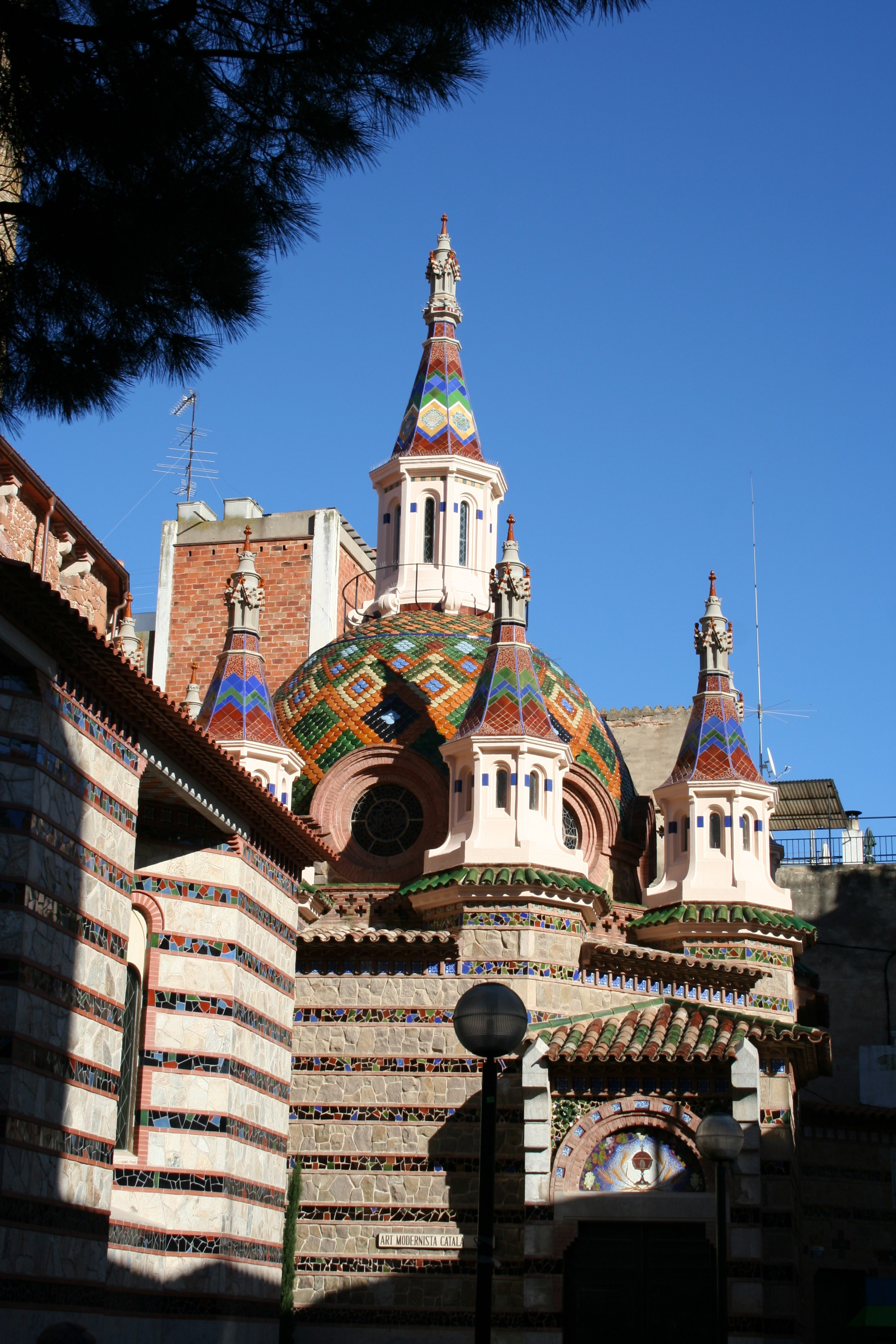
De Església Parroquial uit 1522

Lloret de Mar is een plaats en gemeente in de Spaanse autonome regio Catalonië, in de provincie Girona (comarca Selva). De plaats telt 37.042 inwoners (1 januari 2016). Het is een van de meest toeristische badplaatsen van de Costa Brava en van de Spaanse kusten als geheel.
Lloret de Mar is vooral gericht op niet-Spaanse strandtoeristen en in de zomer loopt het inwonertal van de stad soms op van 30.000 naar 160.000. In de zomermaanden trekken jongeren uit heel Europa naar Lloret de Mar en nabijgelegen badplaatsen als Blanes en Calella om vakantie te vieren. Men vindt er dan ook een aantal clubs, bars, casino's etc. Lloret geldt een populaire badplaats voor jongeren uit Nederland en België. Dat heeft ertoe geleid dat er veel Nederlandse eetgelegenheden, cafés en disco's aanwezig zijn.

## Geschiedenis

### Middeleeuwen
Lloret werd voor het eerst genoemd in 966 als Loredo, volgens verschillende onderzoeken afkomstig van het Latijnse woord lauretum, wat "plaats van laurieren" betekent. Tot 1001 was het onderdeel van Maçanedo, waarna in dat jaar de huidige grenzen van Lloret werden vastgesteld door de leiders uit Barcelona, Ramon Borrell en Ermessenda en het onderdeel werd van Sunifred van Girona. In die tijd werd de toren van Sant Joan gebouwd op de heuvels tussen de beide stranden van Fenals en Lloret, die diende als wachttoren en vluchtplaats. In die tijd bestond Lloret vooral uit boerenhuisjes in het binnenland, hetgeen verklaart dat de oude romaanse kerk Sant Romà (nu Nostra Senyora de les Alegries) zo ver van het huidige centrum af ligt. Langzamerhand trokken enkele families toch naar de kust, daar de toren enigszins bescherming bood tegen de aanvallen van piraten, Turken, Britten en Fransen. De bevolking aan de kust hield zich vooral bezig met de verkoop van goederen uit het binnenland, de visserij en de handel langs de kust van de Costa Brava, die geleidelijk aan steeds belangrijker werd. Waarschijnlijk werden toen ook handelscontacten gelegd met plaatsen aan de Italiaanse kust. Begin 16e eeuw was het centrum reeds verplaatst naar de kust en werd aldaar de nieuwe kerk Iglesia Parroquial gebouwd in Catalaans-gotische stijl, die gereedkwam in 1522 en die ook diende als toevluchtsoord voor de gelovigen bij de voortdurende piratenaanvallen, waarvoor ze werd uitgerust met een ophaalbrug, kantelen en uitkijkmazen in de muur.

### De handel met Amerika
Midden 18e eeuw trokken verschillende vissers uit Lloret naar Spaans-Amerika, hetgeen officieel verboden was voor Catalonië door de Spaanse regering. In 1778 vaardigde koning Karel III van Spanje echter het Vrije Handelsdecreet uit, waarbij Catalonië weer zaken mocht doen met de overzeese koloniën in Amerika. Dit leidde tot een grote groei van de zeehandelsvloot en de bouw van 130 schepen op de werven van de plaats tussen 1812 en 1869. De handelsschepen voeren vooral naar Santiago de Cuba, Havana, Montevideo en Buenos Aires en exporteerden onder andere Catalaanse wijnen, oliën, textiel, zout en meel en importeerden onder andere hardhout, katoen, huiden, suiker, tabak, rum en koffie.
Een deel van de bevolking van Lloret werd hierdoor zeer rijk en investeerde veel in de bouw van schepen of in de handel van goederen. De handel werd gevolgd door een exodus van mensen die als kolonist naar Amerika trokken (de zogenoemde Indianos of Americanos), hier soms zeer rijk werden en later terugkeerden. In Lloret lieten ze dan grote huizen bouwen en gaven vervolgens - volgens de traditie - veel geld aan goede doelen. Lloret werd door de rijkdom voorzien van veel monumentale publieke gebouwen, fraaie pleinen en straten.

### Neergang
Tussen 1880 en 1920 verdween echter de handel met Amerika voor een groot deel en raakte Lloret wat geïsoleerd, doordat ze in tegenstelling tot het zuidelijker gelegen Blanes geen aansluiting had op de spoorlijn en daardoor zich er slechts weinig industrie kon ontwikkelen, al nam het percentage van de beroepsbevolking dat hierin werkte wel toe van 8% in 1807 naar 41% in 1901. De zeehandel was inmiddels ingezakt en zakte in dezelfde periode van 62,7% naar 17,3%. De plaats werd eind 19e, begin 20e eeuw echter wel snel uitgebreid (vooral in de diepte, daar de stad werd gehinderd door de hoge heuvels aan weerszijden). De landbouw kwam ook weer op, waarbij vooral de huertacomplexen van belang waren met de wijnbouw, die echter werd gesaneerd na een grote druifluisplaag. Begin 20e eeuw kwam ook het toerisme op. Tien jaar later begonnen echter de eerste problemen die leidden tot de Spaanse Burgeroorlog en die er met de Tweede Wereldoorlog voor zorgden dat het toerisme gedurende lange tijd nauwelijks kon worden ontwikkeld.

### Toerisme
Pas in de jaren 50 begon het toerisme weer op te komen. In de jaren 60 en 70, toen Franco het land openstelde voor het toerisme, kwam een ontwikkeling op gang van het strandtoerisme. In hoog tempo werden vele hotels en appartementencomplexen neergezet om de groeiende toeristenstroom op te vangen. Deze gebouwen werden lang niet altijd robuust gebouwd en zijn inmiddels gedeeltelijk vervangen. In de jaren 90 begon de plaats zichzelf meer te diversificeren en kwam er meer aandacht voor het milieu. Desondanks wordt de plaats vrijwel uitsluitend bezocht door low-budget strandtoeristen en is vooral bekend als feestoord. Door stormen heeft het strand te maken met afslag wat door zandsuppletie weer wordt aangevuld. Overlast in de zomer door jongeren, met name vrijende stelletjes, heeft de overheid ertoe doen besluiten om het strand 's nachts nat te spuiten en agenten in burger te laten patrouilleren om de pakkans te verhogen. Ook zijn grote delen van het strand om deze reden fel verlicht.

## Demografische ontwikkeling
Bron: INE; 1857-2011: volkstellingen

## Geboren in Lloret de Mar
- Marc Muniesa (1992), voetballer